# Spinochordodes tellinii
Spinochordodes tellinii es un  parásito nematomorfo, las larvas del cual se desarrollan en insectos del orden Orthoptera. Estos gusanos son capaces de modificar el comportamiento del huésped: una vez que el gusano crece provoca que el huésped salte al agua y se ahogue. El gusano adulto vive y se reproduce en el agua.
La larva microscópica se desarrolla en el interior del insecto parasitado y llega a formar gusanos que pueden ser más grandes que el huésped.
Se desconoce si el control del comportamiento del huésped incluye neuromodulación del sistema nervioso, o bien, si intervienen otros factores. Diferentes estudios han demostrado que los grillos que contienen el parásito expresan, o crean, proteínas diferentes a las de los grillos no infectados. Algunas de estas proteínas se ha constatado que tienen actividad neurotransmisora, otras actividad geotáxica o cambios en la respuesta del cuerpo a la gravedad.
Un gusano parásito similar es Paragordius tricuspidatus.